# 既判力
既判力（きはんりょく、英:res judicata）とは、前の確定裁判でその目的とした事項に関する判断につき、当事者は後の裁判で別途争うことができず、別の裁判所も前の裁判の判断内容に拘束されるという効力、すなわち前の裁判における判断内容の後の裁判への拘束力のことをいう。
ただし、刑事訴訟の場合は、後述のようにその用語法に混乱が見られる。

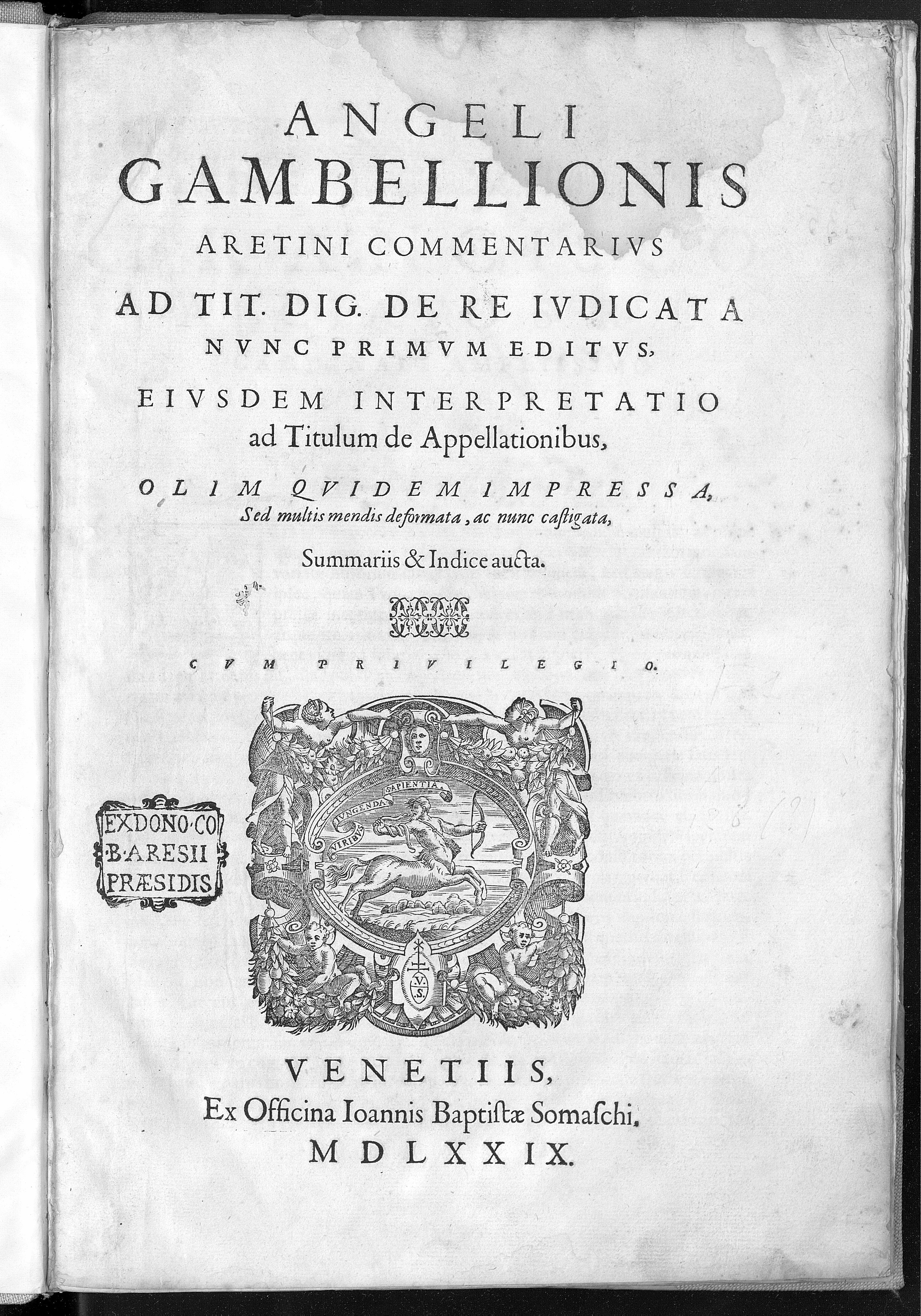
Angelo Gambiglioni, De re iudicata, 1579

## 民事事件の場合

### 既判力がある裁判
確定した裁判すべてに既判力が生じるわけではなく、原則として当該訴訟事件の審理を完結する判決、すなわち確定した終局判決に既判力が認められる。
この他、各種の裁判や調書の記載などについて、法文上「確定判決と同一の効力を有する」旨認められている場合がある。この場合、その内容によって執行力（強制執行できる効力）や形成力（法律関係の変動を生じさせる効力）が生じることは問題ないが、「確定判決と同一の効力」の中に既判力も含まれるかについては、問題となる裁判や調書の種類により結論が異なったり見解が分かれたりする。

### 既判力の基準時
既判力が及ぶ権利関係は、事実審の最終口頭弁論終結時を基準時とする。第一審の判決で確定した場合は、第一審の口頭弁論終結時を基準とし、控訴審や上告審の判決で確定した場合は、控訴審の口頭弁論終結時を基準とする（上告審では法律判断のみをするため）。
これは、裁判所は事実審の最終口頭弁論終結時までに提出された資料に基づき権利関係を判断し、それ以降に生じた事実関係や権利関係の変動は判断の対象にならないためである。

### 既判力の客観的範囲
確定した終局判決のうち既判力が発生する部分は、原則として、訴訟の目的となった権利関係についての判断、すなわち主文に包含される判断のみである（民事訴訟法114条1項）。例えば、貸金返還請求訴訟で、判決の理由中で被告が既に貸金を返還した事実を認定した上で、原告の請求を棄却する旨の判決が確定した場合、既判力が生じるのは原告の被告に対する貸金返還請求権がないという判断についてのみであり、被告が既に貸金を返還しているという認定には既判力は生じない。
理由中の判断に既判力を認めないのは、一般的に、訴訟当事者の攻撃防御方法の選択についての弾力性を確保するためと説明されている。上記の訴訟の場合、被告の他の争い方としては、貸金契約の不成立、あるいは消滅時効なども考えられ、どれか一つが認められれば被告の目的は達成する。これらの攻撃防御方法は被告としては訴訟に勝つための手段としての意味しかないにもかかわらず、既判力を認めると、当事者としては結論のみを考えて訴訟活動をすることができなくなり、攻撃防御方法の選択の弾力性を失うことになる。
ただし、理由中の判断であっても、請求の成立又は不成立の判断をするに際し、被告から提出された相殺の主張の可否について判断をした場合は、その主張された額について既判力が生じる（同法114条2項）。それ以外の理由中の判断には既判力は及ばないが、学説上は、当事者が訴訟における主要な争点とした場合は、理由中の判断であっても拘束力を認めるべきとの見解が主張されている（争点効）。
なお、判例上は、訴訟物に準じて審判対象となる事項については既判力に準じた効力が生じるとされる。

### 既判力の主観的範囲
既判力が及ぶのは、原則として当該訴訟につき当事者として争う機会を与えられた者に限られ、その他の者に対しては既判力は及ばない。訴訟の当事者でなかった者に対して裁判の拘束力を及ぼすのは、手続保障の観点から問題があるためである。
しかし、口頭弁論終結後に訴訟の結果に利害関係を有する者が現れた場合、その者に対して既判力が及ばないとすると、既判力による紛争解決機能が限定される。また、そもそも権利関係について争う機会を与える必要性に乏しい立場の者もいる。そのため、一定の要件で既判力の拡張が認められる（同法115条）。

## 刑事事件の場合
既判力の本来の意味は、冒頭に掲げたとおり、確定した裁判の後の裁判に対する拘束力のことである。しかし、刑事訴訟の場合は、有罪・無罪・免訴の判決が確定した場合に同一事件について再訴を許さないとする効力、すなわち一事不再理の効力の意味で伝統的に使用されていた。
これは、民事の場合は、前の裁判で判断された権利関係を前提に、その後に変動した権利関係や別個の権利関係につき後の裁判で審理判断することが考えられるのに対し、刑事の場合は、一般的にある時点の犯罪事実があったか否かという判断のみが問題となり、同じ問題は二度と取り上げないという形で裁判の拘束力が問題となるためと考えられる。
しかし、既判力という用語が本来の意味で使われていないために混乱を生じているという批判、犯罪事実の有無について判断しない公訴棄却の裁判については後訴に対する拘束力が問題になるのではないかという批判、そもそも一事不再理の効力は日本国憲法39条が採用した二重の危険の禁止の原則により説明すべきとの批判などが提出されている。そのような批判のため、学者により既判力という用語の使用法に違いが現れ、既判力という用語の使用を避ける立場もある。